# Орден Оранско-Насавског дома
Орден Оранско-Насавског дома (хол. Orde van Oranje-Nassau) је холандски војни и цивилни орден.

## Историјат
Орден је основала краљица-мајка Ема у својству регента малолетне краљице Вилхелмине, 4. априла 1892. Назван је у част династије која влада Холандијом, а сврха оснивања је замена за Орден храстовог венца и Орден златног лава Насавског Дома, који су одвајањем Луксембурга припали тој земљи. Измене и допуна су вршене у више наврата (1910, 1923, 1994...). Организација ордена, који има групу за грађанске и групу за војне заслуге, заснива се на шест степени ордена и афилираној медаљи у три степена: Велики крст (Grootkruis); Велики официр (Groot-Officier); Командир (Commandeur); Официр (Officier); Витез (Ridder); Члан (Lid). Степен Члан је уведен 1993. године, а први пут додељен 1996.  Додељује се за изузетне личне заслуге према владару и држави, као и за посебно значајне заслуге за друштво и људску заједницу уопште.

## Степени
| Орденске траке ордена - од 1996 | Орденске траке ордена - од 1996 | Орденске траке ордена - од 1996 |
| ------------------------------- | ------------------------------- | ------------------------------- |
| Велики крст                     | Велики официр                   | Командир                        |
| Официр                          | Витез                           | Члан                            |

| Орденске траке ордена - до 1996 | Орденске траке ордена - до 1996 | Орденске траке ордена - до 1996 |
| ------------------------------- | ------------------------------- | ------------------------------- |
| Велики крст                     | Велики официр                   | Командир                        |
| Официр                          | Витез                           |                                 |
| Златна медаља                   | Сребрена медаља                 | Бронзана медаља                 |

## Опис
Орденски знак: малтешки крст са гранулама на врховима кракова, златан, обострано емајлиран плаво са широком белом бордуром кракова; између кракова крста провучен је златан ловоров венац. У надвишењу је златна краљевска круна. Аверсни медаљон је кружан,емајлиран плаво, са мотивом холандског грба (на пољу посутом златним картицама, крунисани пропети златни лав са снопом стрела у левој предњој шапи, и исуканим мачем у десној); у реверсу је на плавом пољу златни крунисани иницијал W (Wilhelmine). Аверсни прстен око медаљона емајлиран је бело и исписан златом JE MAINTIENDRAI („задржаћу”, или „очуваћу”), а у реверсу такође бео, али исписан GOD ZIJ MET ONS (нека је Бог с нама). Орденски знак се носи о ленти златножутонаранџасте боје, оивичене плаво, са белим пољем између ових боја; лента се носи преко десног рамена ка левом боку. Орденска звезда: осмокрака зракаста сребрна звезда, са централним медаљоном и прстеном као у аверсу орденског знака. Звезда се носи на левој страни груди.

## Одликовани Срби
- Константин Поповић
- Драгослав Марковић